# Abborragylet (Kyrkhults socken, Blekinge, 624663-142649)
Abborragylet är en sjö i Olofströms kommun i Blekinge och ingår i Skräbeåns huvudavrinningsområde.